# Cyclisme aux Jeux paralympiques d'été de 2020
Navigation
Rio de Janeiro 2016 Paris 2024
Les épreuves de Cyclisme des Jeux paralympiques d'été de 2020 ont lieu du 25 août 2021 au 3 septembre 2021 à Tokyo.
Les sites sélectionnés sont le Vélodrome d'Izu pour le cyclisme sur piste et le circuit Fuji Speedway pour les épreuves sur route. Cinquante-et-une épreuves sont au programme avec des épreuves pour les handicaps touchant les membres (déficience des fonctions des membres supérieures ou inférieures) et les handicaps visuels (en tandem avec un guide).

## Épreuves
Il n'y a pas le même nombre d'épreuves entre les hommes et les femmes
| Sexe   | Cyclisme sur piste | Cyclisme sur piste | Cyclisme sur piste | Cyclisme sur route | Cyclisme sur route | Total |
| Sexe   | 500 m              | Kilomètre          | Poursuite          | Course en ligne    | Contre-la-montre   | Total |
| ------ | ------------------ | ------------------ | ------------------ | ------------------ | ------------------ | ----- |
| Hommes | 0                  | 3                  | 6                  | 8                  | 12                 | 29    |
| Femmes | 2                  | 1                  | 4                  | 6                  | 7                  | 20    |

A cela s'ajoute deux épreuves mixtes :
- Sur piste : Relais sprint C 1-5
- Sur route : Course en ligne par équipe H 1-5

## Classification des handicaps
Les cyclistes sont classés en quatre catégories en fonction du handicap :
- C : Cyclistes avec amputations, troubles neuromoteurs ou musculo-squelettiques, utilisant un vélo solo
  - C1: Hémiplégie sévère (droite ou gauche) ou diplégie (handicap des deux membres inférieurs), Amputations multiples, de membres inférieurs et supérieurs.
  - C2: Hémiplégie modérée (droite ou gauche), Amputation  fémorale  sans  utilisation  de  prothèse  et  amputations  multiples assimilées.
  - C3: Atteinte  neurologique  ou  fonctionnelle  des  deux  membres  inférieurs,  amputé fémoral utilisant une prothèse.
  - C4: Amputation tibiale unilatérale ou troubles neurologiques associés.
  - C5: Amputation ou atteinte unilatérale de membre supérieur.
- H : Cyclistes utilisant un vélo à main
  - H1 et H2 : cycliste tétraplégique
  - H3 : cycliste paraplégique sans mobilité volontaire du tronc
  - H4 : cycliste paraplégique avec tronc fonctionnel
  - H5 :  paraplégique, amputé, infirme moteur cérébral ayant opté pour une position à genoux
- T : Cyclistes atteints de paralysie cérébrale, de SEP ou d'une déficience neuro-motrice similaire, utilisant un tricycle
  - T1 : Quadriplégique, souvent avec athétose (Tremblements)
  - T2 : Diplégique, souvent avec spasticité (Raideurs)
- B : Cyclistes ayant une déficience visuelle, utilisant un vélo tandem

## Calendrier
| 4 | Nombre de finales |

|           |                      | Jour de compétition (août / septembre) | Jour de compétition (août / septembre) | Jour de compétition (août / septembre) | Jour de compétition (août / septembre) | Jour de compétition (août / septembre) | Jour de compétition (août / septembre) | Jour de compétition (août / septembre) | Jour de compétition (août / septembre) | Jour de compétition (août / septembre) | Jour de compétition (août / septembre) | Jour de compétition (août / septembre) | Jour de compétition (août / septembre) | Jour de compétition (août / septembre) |
| Mar 24    | Mer 25               | Jeu 26                                 | Ven 27                                 | Sam 28                                 | Dim 29                                 | Lun 30                                 | Mar 31                                 | Mer 1                                  | Jeu 2                                  | Ven 3                                  | Sam 4                                  | Dim 5                                  |                                        |                                        |
| --------- | -------------------- | -------------------------------------- | -------------------------------------- | -------------------------------------- | -------------------------------------- | -------------------------------------- | -------------------------------------- | -------------------------------------- | -------------------------------------- | -------------------------------------- | -------------------------------------- | -------------------------------------- | -------------------------------------- | -------------------------------------- |
| Sur route | Pictogramme Cyclisme |                                        |                                        |                                        |                                        |                                        |                                        |                                        | 19                                     | 6                                      | 5                                      | 4                                      |                                        |                                        |
| Sur piste | Pictogramme Cyclisme |                                        | 4                                      | 5                                      | 5                                      | 3                                      |                                        |                                        |                                        |                                        |                                        |                                        |                                        |                                        |

## Résultats

### Piste

#### Podiums masculins
| Kilomètre - C1-2-3 | Li Zhangyu (CHN) 1 min 3 s 877 WR                        | Alexandre Léauté (FRA) 1 min 5 s 031 WR          | Jaco van Gass (NED) 1 min 5 s 569 WR                                |  |  |  |
| Kilomètre - C4-5   | Alfonso Cabello (ESP) 1 min 1 s 557 WR                   | Jody Cundy (GBR) 1 min 1 s 847 PR                | Jozef Metelka (SVK) 1 min 4 s 786                                   |  |  |  |
| Poursuite - C1     | Mikhail Astashov (RPC)                                   | Tristen Chernove (CAN) OVL                       | Li Zhangyu (CHN) 3 min 39 s 273                                     |  |  |  |
| Poursuite - C2     | Alexandre Léauté (FRA) 3 min 31 s 478 WR                 | Darren Hicks (AUS) 3 min 35 s 064                | Liang Guihua (CHN) 3 min 34 s 781                                   |  |  |  |
| Poursuite - C3     | Jaco van Gass (GBR) 3 min 20 s 987                       | Finlay Graham (GBR) 3 min 22 s 000               | David Nicholas (AUS) 3 min 25 s 877                                 |  |  |  |
| Poursuite - C4     | Jozef Metelka (SVK)                                      | Carol-Eduard Novak (ROU) OVL                     | Diego German Duenas (COL) 1 min 4 s 786                             |  |  |  |
| Poursuite - C5     | Dorian Foulon (FRA) 4 min 20 s 757                       | Alistair Donohoe (AUS) 4 min 24 s 095            | Yegor Dementyev (UKR) 4 min 22 s 746                                |  |  |  |
|                    |                                                          |                                                  |                                                                     |  |  |  |
| Kilomètre - B      | Neil Fachie (GBR) pilote : Matthew Rotherham 58 s 038 WR | James Ball (GBR) pilote : Lewis Stewart 59 s 503 | Raphaël Beaugillet (FRA) pilote : François Pervis 1 min 0 s 472     |  |  |  |
| Poursuite - B      | Tristan Bangma (NED) pilote : Patrick Bos                | Steve Bate (GBR) pilote : Adam Duggleby OVL      | Alexandre Lloveras (FRA), pilote : Corentin Ermenault 4 min 8 s 126 |  |  |  |

#### Podiums féminins
| Vitesse - C1-2-3   | Amanda Reid (AUS) 35 s 581 WR                                 | Alyda Norbruis (NED) 36 s 057                                    | Qian Wangwei (CHN) 38 s 070 WR                            |  |  |  |
| Vitesse - C4-5     | Kadeena Cox (GBR) 34 s 433 WR                                 | Kate O'Brien (CAN) 35 s 439                                      | Caroline Groot (NED) 35 s 599 WR                          |  |  |  |
| Poursuite - C1-2-3 | Paige Greco (AUS) 3 min 50 s 815                              | Wang Xiaomei (CHN) 3 min 54 s 975                                | Denise Schindler (GER) 3 min 55 s 120                     |  |  |  |
| Poursuite - C4     | Emily Petricola (AUS)                                         | Shawn Morelli (USA) OVL                                          | Keely Shaw (CAN) 3 min 48 s 342 WR                        |  |  |  |
| Poursuite - C5     | Sarah Storey (GBR)                                            | Crystal Lane-Wright (GBR) OVL                                    | Marie Patouillet (FRA) 3 min 39 s 233                     |  |  |  |
|                    |                                                               |                                                                  |                                                           |  |  |  |
| Kilomètre - B      | Larissa Klaassen (NED) pilote : Imke Brommer 1 min 5 s 291 PR | Aileen McGlynn (GBR) pilote : Helen Scott 1 min 6 s 743          | Griet Hoet (BEL) pilote : Anneleen Monsieur 1 min 7 s 943 |  |  |  |
| Poursuite - B      | Lora Fachie (GBR) pilote : Corrine Hall 3 min 19 s 560        | Katie-George Dunlevy (IRL) pilote : Eve McCrystal 3 min 21 s 505 | Sophie Unwin (GBR) pilote : Jenny Holl 3 min 23 s 446     |  |  |  |

#### Podiums mixtes
| Épreuves                 | Or                                                               | Argent                                             | Bronze                                                                        |
| ------------------------ | ---------------------------------------------------------------- | -------------------------------------------------- | ----------------------------------------------------------------------------- |
| Sprint par équipe - C1-5 | Grande-Bretagne Kadeena Cox Jaco van Gass Jody Cundy 47 s 579 WR | Chine Li Zhangyu Wu Guoqing Lai Shanzhang 47 s 685 | Espagne Ricardo Ten Argilés Pablo Jaramillo Gallardo Alfonso Cabello 49 s 209 |

#### Tableau des médailles
| Rang  | Nation                    | Or | Argent | Bronze | Total |
| ----- | ------------------------- | -- | ------ | ------ | ----- |
| 1     | Grande-Bretagne           | 6  | 6      | 1      | 13    |
| 2     | Australie                 | 3  | 2      | 1      | 6     |
| 3     | France                    | 2  | 1      | 3      | 6     |
| 3     | Pays-Bas                  | 2  | 1      | 2      | 5     |
| 5     | Chine                     | 1  | 2      | 3      | 6     |
| 6     | Espagne                   | 1  | 0      | 1      | 2     |
| 6     | Slovaquie                 | 1  | 0      | 1      | 2     |
| 8     | Comité paralympique russe | 1  | 0      | 0      | 1     |
| 9     | Canada                    | 0  | 2      | 1      | 3     |
| 10    | États-Unis                | 0  | 1      | 0      | 1     |
| 10    | Irlande                   | 0  | 1      | 0      | 1     |
| 10    | Roumanie                  | 0  | 1      | 0      | 1     |
| 13    | Allemagne                 | 0  | 0      | 1      | 1     |
| 13    | Belgique                  | 0  | 0      | 1      | 1     |
| 13    | Colombie                  | 0  | 0      | 1      | 1     |
| 13    | Ukraine                   | 0  | 0      | 1      | 1     |
| Total | Total                     | 17 | 17     | 17     | 51    |

### Route

#### Podiums masculins
| Course en ligne - H1-2         | Florian Jouanny (FRA) 1 h 49 min 36 s                               | Luca Mazzone (ITA) 1 h 53 min 43 s                           | Sergio Garrote Munoz (ESP) 1 h 54 min 36 s                               |  |  |  |
| Course en ligne - H3           | Ruslan Kuznetsov (RPC) 2 h 34 min 35 s                              | Heinz Frei (SUI) 2 h 34 min 35 s                             | Walter Ablinger (AUT) 2 h 35 min 6 s                                     |  |  |  |
| Course en ligne - H4           | Jetze Plat (NED) 2 h 15 min 13 s                                    | Thomas Frühwirth (AUT) 2 h 20 min 56 s                       | Alexander Gritsch (AUT) 2 h 22 min 38 s                                  |  |  |  |
| Course en ligne - H5           | Mitch Valize (NED) 2 h 24 min 30 s                                  | Loïc Vergnaud (FRA) 2 h 24 min 30 s                          | Tim de Vries (NED) 2 h 24 min 40 s                                       |  |  |  |
| Course contre-la-montre - H1   | Pieter du Preez (RSA) 43 min 49 s 41                                | Fabrizio Cornegliani (ITA) 45 min 44 s 56                    | Maxime Hordies (BEL) 47 min 1 s 23                                       |  |  |  |
| Course contre-la-montre - H2   | Sergio Garrote Muñoz (ESP) 31 min 23 s 53                           | Luca Mazzone (ITA) 31 min 23 s 79                            | Florian Jouanny (FRA) 32 min 41 s 62                                     |  |  |  |
| Course contre-la-montre - H3   | Walter Ablinger (AUT) 43 min 39 s 17                                | Vico Merklein (GER) 43 min 41 s 06                           | Luis Miguel García-Marquina (ESP) 43 min 48 s 68                         |  |  |  |
| Course contre-la-montre - H4   | Jetze Plat (NED) 37 min 28 s 92                                     | Thomas Frühwirth (AUT) 38 min 30 s 61                        | Alexander Gritsch (AUT) 39 min 58 s 93                                   |  |  |  |
| Course contre-la-montre - H5   | Mitch Valize (NED) 38 min 12 s 94                                   | Loïc Vergnaud (FRA) 39 min 15 s 16                           | Gary O'Reilly (IRL) 39 min 36 s 46                                       |  |  |  |
|                                |                                                                     |                                                              |                                                                          |  |  |  |
| Course en ligne - C1-2-3       | Benjamin Watson (GBR) 2 h 4 min 23 s                                | Finlay Graham (GBR) 2 h 5 min 43 s                           | Alexandre Léauté (FRA) 2 h 11 min 6 s                                    |  |  |  |
| Course en ligne - C4-5         | Kévin Le Cunff (FRA) 2 h 14 min 49 s                                | Yegor Dementyev (UKR) 2 min 15 s 11                          | Daniel Abraham (NED) 2 h 15 min 20 s                                     |  |  |  |
| Course contre-la-montre - C1   | Mikhail Astashov (RPC) 24 min 53 s 37                               | Aaron Keith (USA) 24 min 55 s 40                             | Michael Teuber (GER) 24 min 58 s 67                                      |  |  |  |
| Course contre-la-montre - C2   | Darren Hicks (AUS) 34 min 39 s 78                                   | Ewoud Vromant (BEL) 36 min 11 s 79                           | Alexandre Léauté (FRA) 37 min 7 s 16                                     |  |  |  |
| Course contre-la-montre - C3   | Benjamin Watson (GBR) 35 min 0 s 82                                 | Steffen Warias (GER) 35 min 57 s 41                          | Matthias Schindler (GER) 36 min 17 s 95                                  |  |  |  |
| Course contre-la-montre - C4   | Patrik Kuril (SVK) 45 min 47 s 10                                   | Jozef Metelka (SVK) 46 min 5 s 05                            | George Peasgood (GBR) 46 min 8 s 93                                      |  |  |  |
| Course contre-la-montre - C5   | Daniel Abraham (NED) 42 min 46 s 45                                 | Yegor Dementyev (UKR) 43 min 19 s 11                         | Alistair Donohoe (AUS) 43 min 36 s 80                                    |  |  |  |
|                                |                                                                     |                                                              |                                                                          |  |  |  |
| Course en ligne - B            | Vincent ter Schure (NED) pilote : Timo Fransen 2 h 59 min 13 s      | Tristan Bangma (NED) pilote : Patrick Bos 3 h 5 min 1 s      | Alexandre Lloveras (FRA) pilote : Corentin Ermenault 3 h 6 min 14 s      |  |  |  |
| Course contre-la-montre - B    | Alexandre Lloveras (FRA) pilote : Corentin Ermenault 41 min 54 s 02 | Vincent ter Schure (NED) pilote : Timo Fransen 42 min 0 s 77 | Christian Venge Balboa (ESP) pilote : Noel Martin Infante 42 min 52 s 12 |  |  |  |
|                                |                                                                     |                                                              |                                                                          |  |  |  |
| Course en ligne - T1-2         | Chen Jianxin (CHN) 51 min 7 s                                       | Tim Celen (BEL) 52 min 15 s                                  | Juan José Betancourt Quiroga (COL) 52 min 41 s                           |  |  |  |
| Course contre-la-montre - T1-2 | Chen Jianxin (CHN) 25 min 0 s 32                                    | Giorgio Farroni (ITA) 27 min 49 s 78                         | Tim Celen (BEL) 30 min 44 s 21                                           |  |  |  |

#### Podiums féminins
| Course en ligne - H1-2-3-4       | Jennette Jansen (NED) 56 min 15 s                                 | Annika Zeyen (GER) 56 min 21 s                         | Alicia Dana (USA) 56 min 24 s                                  |  |  |  |
| Course en ligne - H5             | Oksana Masters (USA) 2 h 23 min 39 s                              | Sun Bianbian (CHN) 2 h 26 min 50 s                     | Katia Aere (ITA) 2 h 28 min 11 s                               |  |  |  |
| Course contre-la-montre - H1-2-3 | Annika Zeyen (GER) 32 min 46 s 97                                 | Francesca Porcellato (ITA) 33 min 30 s 52              | Renata Kałuża (POL) 33 min 50 s 32                             |  |  |  |
| Course contre-la-montre - H4-5   | Oksana Masters (USA) 45 min 40 s 05                               | Sun Bianbian (CHN) 47 min 26 s 53                      | Jennette Jansen (NED) 48 min 45 s 69                           |  |  |  |
|                                  |                                                                   |                                                        |                                                                |  |  |  |
| Course en ligne - C1-2-3         | Keiko Sugiura (JPN) 1 h 12 min 55 s                               | Anna Beck (SWE) 1 h 13 min 11 s                        | Paige Greco (AUS) 1 h 13 min 11 s                              |  |  |  |
| Course en ligne - C4-5           | Sarah Storey (GBR) 2 h 21 min 51 s                                | Crystal Lane-Wright (GBR) 2 h 21 min 58 s              | Marie Patouillet (FRA) 2 h 23 min 49 s                         |  |  |  |
| Course contre-la-montre - C1-2-3 | Keiko Sugiura (JPN) 25 min 55 s 76                                | Anna Beck (SWE) 26 min 18 s 03                         | Paige Greco (AUS) 26 min 37 s 54                               |  |  |  |
| Course contre-la-montre - C4     | Shawn Morelli (USA) 39 min 33 s 79                                | Emily Petricola (AUS) 39 min 43 s 09                   | Meg Lemon (AUS) 41 min 14 s 42                                 |  |  |  |
| Course contre-la-montre - C5     | Sarah Storey (GBR) 36 min 8 s 90                                  | Crystal Lane-Wright (GBR) 37 min 40 s 89               | Kerstin Brachtendorf (GER) 38 min 34 s 49                      |  |  |  |
|                                  |                                                                   |                                                        |                                                                |  |  |  |
| Course en ligne - B              | Katie-George Dunlevy (IRL) pilote : Eve McCrystal 2 h 35 min 53 s | Sophie Unwin (GBR) pilote : Jenny Holl 2 h 36 min 0 s  | Louise Jannering (SWE) pilote : Anna Svärdström 2 h 36 min 0 s |  |  |  |
| Course contre-la-montre - B      | Katie-George Dunlevy (IRL) pilote : Eve McCrystal 47 min 32 s 07  | Lora Fachie (GBR) pilote : Corrine Hall 48 min 32 s 06 | Louise Jannering (SWE) pilote : Anna Svärdström 49 min 36 s 06 |  |  |  |
|                                  |                                                                   |                                                        |                                                                |  |  |  |
| Course en ligne - T1-2           | Jana Majunke (GER) 1 h 0 min 58 s                                 | Angelika Dreock Kaeser (GER) 1 h 3 min 40 s            | Jill Walsh (USA) 1 h 5 min 48 s                                |  |  |  |
| Course contre-la-montre - T1-2   | Jana Majunke (GER) 36 min 6 s 17                                  | Carol Cooke (AUS) 36 min 38 s 46                       | Angelika Dreock Kaeser (GER) 36 min 53 s 88                    |  |  |  |

#### Podiums mixtes
| Épreuves                 | Or                                                              | Argent                                                       | Bronze                                                               |
| ------------------------ | --------------------------------------------------------------- | ------------------------------------------------------------ | -------------------------------------------------------------------- |
| Relais par équipe - C1-5 | Italie Paolo Cecchetto Luca Mazzone Diego Colombari 52 min 32 s | France Riadh Tarsim Florian Jouanny Loïc Vergnaud 53 min 3 s | États-Unis Ryan Pinney Alicia Dana Alfredo de los Santos 53 min 11 s |

#### Tableau des médailles
| Rang  | Nation                    | Or | Argent | Bronze | Total |
| ----- | ------------------------- | -- | ------ | ------ | ----- |
| 1     | Pays-Bas                  | 6  | 2      | 2      | 10    |
| 2     | France                    | 3  | 2      | 4      | 9     |
| 3     | Grande-Bretagne           | 2  | 1      | 1      | 4     |
| 4     | Comité paralympique russe | 2  |        |        | 2     |
| 4     | Chine                     | 2  |        |        | 2     |
| 6     | Autriche                  | 1  | 2      | 3      | 6     |
| 7     | Slovaquie                 | 1  | 1      |        | 2     |
| 8     | Espagne                   | 1  |        | 3      | 4     |
| 9     | Australie                 | 1  |        | 1      | 2     |
| 10    | Afrique du Sud            | 1  |        |        | 1     |
| 11    | Italie                    |    | 4      |        | 4     |
| 12    | Belgique                  |    | 2      | 2      | 4     |
| 12    | Allemagne                 |    | 2      | 2      | 4     |
| 14    | Ukraine                   |    | 2      |        | 2     |
| 15    | Suisse                    |    | 1      |        | 1     |
| 15    | États-Unis                |    | 1      |        | 1     |
| 17    | Irlande                   |    |        | 1      | 1     |
| 17    | Colombie                  |    |        | 1      | 1     |
| Total | Total                     | 20 | 20     | 20     | 60    |